# Herb gminy Bieliny
Herb gminy Bieliny – jeden z symboli gminy Bieliny.

## Wygląd i symbolika
Herb przedstawia na tarczy w polu czerwonym złoty korab z krzyżem patriarchalnym zamiast masztu. Jest to połączenie herbu Korab, którym posługiwał się biskup Jakub Zadzik i herbu benedyktynów z opactwa na Świętym Krzyżu.